# Being Confused
Being Confused – druga autorska płyta Krzysztofa Herdzina, wydana nakładem firmy CDSound Int. w 1997 roku. W 2000 roku płyta została ponownie wydana (przez wydawnictwo Polonia Records), ze zmienioną okładką. Na albumie znajdują się autorskie kompozycje Herdzina. Podobnie jak na płycie "Chopin", kompozytor rozpisał swoje utwory na kwintet: saksofon altowy, puzon, fortepian, kontrabas oraz perkusję. 

## Lista utworów
1. Jumbo
2. Road to Nowhere
3. Under Influence
4. Being confused
5. Young and Fresh
6. Don't Be So Angry
7. Kabul
8. So You Do

## Wykonawcy
- Krzysztof Herdzin – fortepian, kompozytor, aranżer
- Zbigniew Namysłowski – saksofon altowy
- Grzegorz Nagórski – puzon
- Adam Cegielski – kontrabas
- Marcin Jahr – perkusja